# Perdicas I
Perdicas I (Perdiccas, Περδίκκας) fou rei de Macedònia. Segons Heròdot fou el fundador de la monarquia macedònia però segons Justí i Diodor de Sicília el fundador fou Caranos de Macedònia. Tucídides segueix la versió d'Heròdot.
Aquest darrer diu que era germà de Gàvanes i Aerop i diu que eren descendents de Temen, rei d'Argos. Havien emigrat els tres germans del seu país cap a Il·líria i d'allí a la part nord de Macedònia on van servir al rei de Lebea com a pastors. Cada cop que la reina coïa el pa per als germans, el de Perdicas creixia el doble que el dels altres. El rei, inquiet per aquest prodigi, va ordenar als germans que abandonessin les seves terres, però ells van reclamar el seu salari. En lloc d'això, el rei els va donar "el tros de sol que entrava per la xemeneia" Gàvanes i Aerop van quedar quiets, però Perdicas va treure el ganivet i va retallar el cercle de sol que es dibuixava a terra i l'introduí al plec de la seva túnica. Tot seguit van marxar. El rei, entenent que significava que els germans es volien apoderar d'allò que il·luminava el sol, va fer-los perseguir per matar-los, però un riu va tenir una crescuda tan gran que els tres germans es van salvar i els cavallers van retirar-se. Perdicas i els seus germans es van establir a la muntanya Bermios des d'on van sotmetre Macedònia, i Permias esdevingué l'avantpassat dels reis del país.
Segons Eusebi de Cesarea, Perdicas va governar 48 anys, però aquest temps és imaginari; el va succeir el seu fill Argeu I. Diodor diu que fou el fundador d'Eges o Edessa, la capital de la monarquia macedònia. El seu regnat caldria situar-lo vers el 700 aC-678 aC.